# مدرسه مرکزی انرژی اتمی

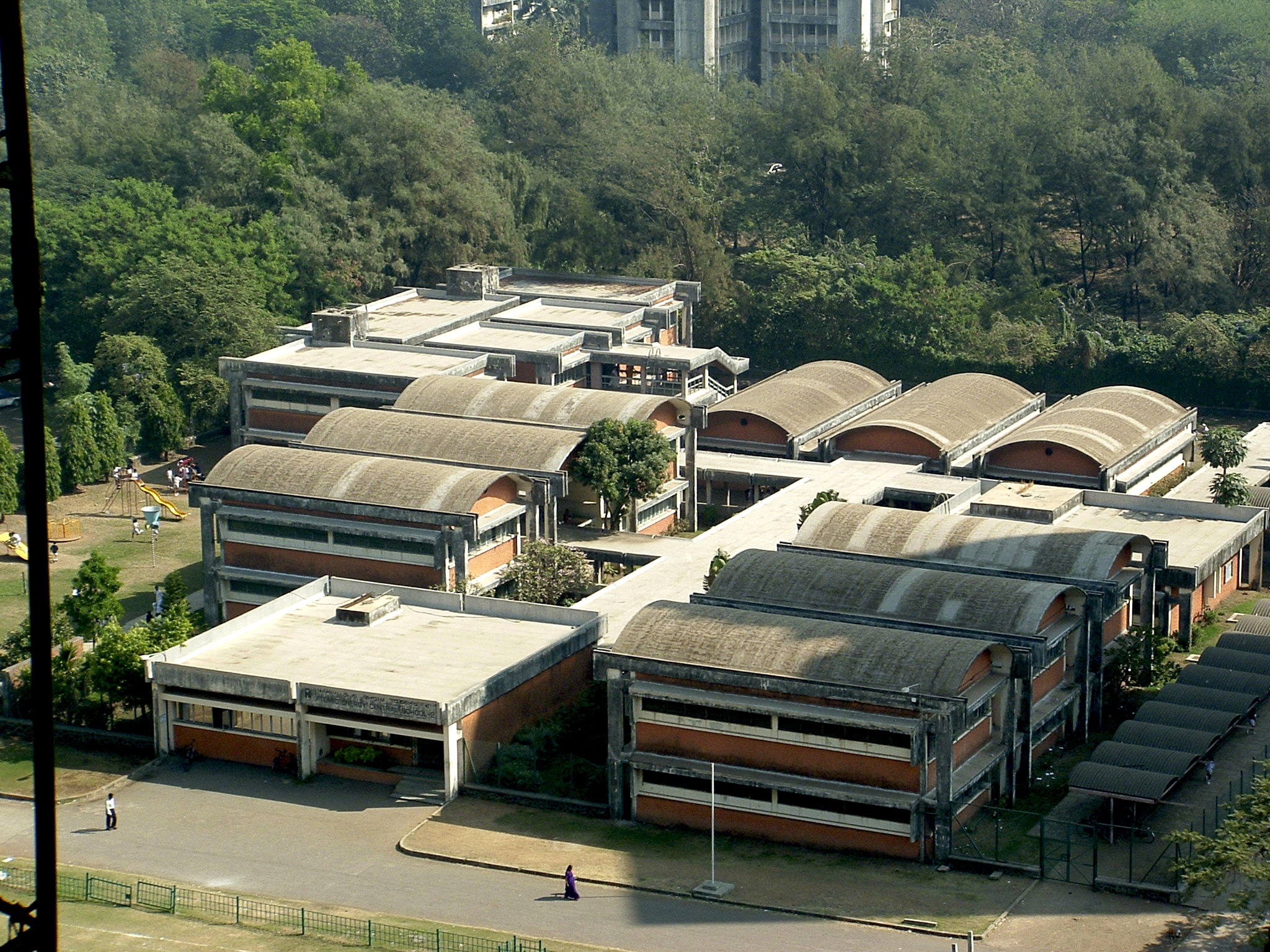
مدرسه انرژی اتمی بمبئی

مدرسه مرکزی انرژی اتمی زنجیره‌ای از مدارس تحت ادارهٔ جامعه آموزش انرژی اتمی، بمبئی هند برای فرزندان کارکنان سازمان انرژی اتمی (DAE) هند است. این مدرسه دارای ۳۰ شعبه در ۱۶ نقطه در سراسر هند است از جمله مدارس واقع در بمبئی، حیدرآباد، کالپکم، (راجستان), کاکراپار (گجرات), کایگا (کارناتاکا), مانوگورو، کودانکولام، ایندور (مادیا پرادش), میسور (کارناتاکا), چترپور، اریسا.